# Église Saint-Pierre de Dampierre-en-Bresse
L'église Saint-Pierre-aux-Liens de Dampierre-en-Bresse est une église située sur le territoire de la commune de Dampierre-en-Bresse, dans le département français de Saône-et-Loire et la région Bourgogne-Franche-Comté.

## Historique
L’église est d'origine ancienne. En 1362, l’Ecclesia de Donno Petra est mentionnée dans le registre des fiefs. 
L'église actuelle, édifice homogène, date du milieu du XVIIIe siècle et a fait l'objet de restaurations successives au XIXe siècle (en l'an X, en 1825 avec l’architecte Gaguin, en 1851, en 1880 avec l’architecte Poinet de Chalon-sur-Saône).

## Architecture
Entièrement construite en briques, l’église est de plan cruciforme, puisqu'elle se compose d’une nef unique (courte et éclairée de chaque côté par deux baies en plein cintre), d’un transept largement saillant et d’un chœur droit prolongé par une sacristie. 
L'ensemble de l’édifice est voûté d’un berceau surbaissé.

## Mobilier
L’église a conservé son mobilier du XVIIIe siècle, en particulier l’ensemble du chœur avec son retable de fond, son maître-autel, ses stalles, sa grille de communion en fer forgé, son lutrin de bois sur pied tourné et les deux autels latéraux au haut de la nef.
L’église conserve une statue de saint Pierre (aux liens), datant du XVIe siècle.

## Culte
L'église de Dampierre-en-Bresse, sous le vocable de saint Pierre, est un lieu de culte catholique.
Édifice consacré du diocèse d'Autun, elle relève de la paroisse de la Sainte-Trinité en Bresse (siège à Saint-Germain-du-Bois), qui en est affectataire au titre de la loi de 1905.